# Ернст Цьорн
Ернст Цьорн (нім. Ernst Zörn; 30 жовтня 1907 — 7 жовтня 1943) — німецький офіцер, оберст-лейтенант (підполковник) вермахту. Кавалер Німецького хреста в золоті.

## Кар'єра
| Місце служби/посада                                                                            | Роки служби                      |
| ---------------------------------------------------------------------------------------------- | -------------------------------- |
| 14-та рота 6-го піхотного полку                                                                | 1 вересня 1925 — 1 серпня 1934   |
| Любек                                                                                          | 2 серпня — 30 вересня 1934       |
| Nab. 20                                                                                        | 1 жовтня 1934 — 31 серпня 1937   |
| 1-й батальйон 69-го піхотного полку                                                            | 1 вересня — 12 жовтня 1937       |
| 1-й батальйон 90-го піхотного полку, з 10 листопада 1938 року — командир 1-ї роти              | 13 жовтня 1937 — 8 березня 1940  |
| 13-та рота 90-го піхотного полку                                                               | 9 березня 1940 — 19 березня 1942 |
| 2-й батальйон 90-го моторизованого піхотного полку, з 1 травня 1942 — командир 2-го батальйону | 20 березня 1942 — 28 серпня 1943 |

## Звання
- Обершутце ( 1 жовтня 1927)
- Єфрейтор (1 березня 1929)
- Унтер-офіцер (1 жовтня 1930)
- Унтер-фельдфебель (1 жовтня 1932)
- Фельдфебель (1 квітня 1933)
- Обер-фельдфебель (1 жовтня 1934)
- Обер-лейтенант (1 вересня 1937)
- Гауптман (капітан) (1 березня 1938)
- Майор (1 грудня 1941)
- Оберст-лейтенант (підполковник) (???; посмертно)

## Нагороди
- Медаль «За вислугу років у Вермахті»
  - 4-го ступеня (4 роки) (20 жовтня 1936)
  - 3-го ступеня (12 років) (1 вересня 1937)
- Залізний хрест
  - 2-го класу (18 вересня 1939)
  - 1-го класу (3 жовтня 1939)
- Медаль «У пам'ять 1 жовтня 1938» (9 січня 1940)
- Нагрудний знак «За поранення» в чорному (23 липня 1942)
- Медаль «За зимову кампанію на Сході 1941/42» (23 липня 1942)
- Німецький хрест в золоті (23 лютого 1943)